# Liste der Gemeinden im Landkreis Haßberge

Karte des Landkreises Haßberge

Die Liste der Gemeinden im Landkreis Haßberge gibt einen Überblick über die Verwaltungseinheiten des Landkreises. Es gibt 26 politische Gemeinden, von denen 10 eine eigene Verwaltung haben, und 4 Verwaltungsgemeinschaften.

## Legende
- Verwaltungseinheit: Name der Gemeinde und Angabe der Gemeindeart: Gemeinde (–), Markt (M), Stadt (St), Große Kreisstadt (GKSt) oder Name der Verwaltungsgemeinschaft. Einheitsgemeinden wie auch Verwaltungsgemeinschaften sind fett gedruckt
- Wappen: Wappen der Gemeinde
- GT: Gemeindeteile der Gemeinde. Der Wiki-Link ist mit der Gemeindegliederung der jeweiligen Gemeinde verknüpft.
- VG: Zeigt ggf. an, ob eine Gemeinde zu einer Verwaltungsgemeinschaft gehört
- Karte: Zeigt die Lage der Gemeinde im Landkreis
- Fläche: Fläche der Stadt beziehungsweise Gemeinde, angegeben in Quadratkilometer
- Einwohner: Zahl der Menschen, die in der Gemeinde beziehungsweise Stadt leben (Stand: 31. Dezember 2024[1])
- EW-Dichte: Angegeben ist die Einwohnerdichte, gerechnet auf die Fläche der Verwaltungseinheit, angegeben in Einwohner pro km2 (Stand: 31. Dezember 2024[2])
- Statistik: Link zur kommunalen Statistik des Bayerischen Landesamts für Statistik
- Website: Website der Gemeinde bzw. der Verwaltungsgemeinschaft

## Gemeinden
| Verwaltungseinheit          | Wappen                                      | GT | VG                      | Karte                                                                          | Fläche in km²   | Einwohner      | Einwohner je km² | Statistik | Website |
| --------------------------- | ------------------------------------------- | -- | ----------------------- | ------------------------------------------------------------------------------ | --------------- | -------------- | ---------------- | --------- | ------- |
| Landkreis Haßberge          | Wappen des Landkreises Haßberge             |    |                         | Der Landkreis Haßberge                                                         | 956,38          | 83869          | 88               | [ 3 ]     | [ 4 ]   |
| Ebelsbach, VG               |                                             |    | Ebelsbach               | Lage der Verwaltungsgemeinschaft Ebelsbach im Landkreis Haßberge               | 66,23 (6.9 %)   | 7223 (8.6 %)   | 109              |           | [ 5 ]   |
| Ebern, VG                   |                                             |    | Ebern                   | Lage der Verwaltungsgemeinschaft Ebern im Landkreis Haßberge                   | 148,08 (15.5 %) | 10161 (12.1 %) | 69               |           |         |
| Hofheim in Unterfranken, VG |                                             |    | Hofheim in Unterfranken | Lage der Verwaltungsgemeinschaft Hofheim in Unterfranken im Landkreis Haßberge | 213,56 (22.3 %) | 11299 (13.5 %) | 53               |           | [ 6 ]   |
| Theres, VG                  |                                             |    | Theres                  | Lage der Verwaltungsgemeinschaft Theres im Landkreis Haßberge                  | 57,73 (6 %)     | 5917 (7.1 %)   | 102              |           | [ 7 ]   |
| Aidhausen                   | Wappen der Gemeinde Aidhausen               | 11 | Hofheim in Unterfranken | Lage der Gemeinde Aidhausen im Landkreis Haßberge                              | 37,30 (3.9 %)   | 1647 (2 %)     | 44               | [ 8 ]     | [ 9 ]   |
| Breitbrunn                  | Wappen der Gemeinde Breitbrunn              | 10 | Ebelsbach               | Lage der Gemeinde Breitbrunn im Landkreis Haßberge                             | 12,40 (1.3 %)   | 1019 (1.2 %)   | 82               | [ 10 ]    | [ 11 ]  |
| Bundorf                     | Wappen der Gemeinde Bundorf                 | 9  | Hofheim in Unterfranken | Lage der Gemeinde Bundorf im Landkreis Haßberge                                | 40,24 (4.2 %)   | 932 (1.1 %)    | 23               | [ 12 ]    | [ 13 ]  |
| Burgpreppach, M             | Wappen der Gemeinde Burgpreppach            | 16 | Hofheim in Unterfranken | Lage der Gemeinde Burgpreppach im Landkreis Haßberge                           | 38,76 (4.1 %)   | 1338 (1.6 %)   | 35               | [ 14 ]    | [ 15 ]  |
| Ebelsbach                   | Wappen der Gemeinde Ebelsbach               | 7  | Ebelsbach               | Lage der Gemeinde Ebelsbach im Landkreis Haßberge                              | 25,76 (2.7 %)   | 3802 (4.5 %)   | 148              | [ 16 ]    | [ 17 ]  |
| Ebern, St                   | Wappen der Gemeinde Ebern                   | 35 | Ebern                   | Lage der Gemeinde Ebern im Landkreis Haßberge                                  | 95,02 (9.9 %)   | 7193 (8.6 %)   | 76               | [ 18 ]    | [ 19 ]  |
| Eltmann, St                 | Wappen der Gemeinde Eltmann                 | 7  |                         | Lage der Gemeinde Eltmann im Landkreis Haßberge                                | 40,75 (4.3 %)   | 5311 (6.3 %)   | 130              | [ 20 ]    | [ 21 ]  |
| Ermershausen                | Wappen der Gemeinde Ermershausen            | 3  | Hofheim in Unterfranken | Lage der Gemeinde Ermershausen im Landkreis Haßberge                           | 9,21 (1 %)      | 528 (0.6 %)    | 57               | [ 22 ]    | [ 23 ]  |
| Gädheim                     | Wappen der Gemeinde Gädheim                 | 3  | Theres                  | Lage der Gemeinde Gädheim im Landkreis Haßberge                                | 9,58 (1 %)      | 1329 (1.6 %)   | 139              | [ 24 ]    | [ 25 ]  |
| Haßfurt, St                 | Wappen der Gemeinde Haßfurt                 | 10 |                         | Lage der Gemeinde Haßfurt im Landkreis Haßberge                                | 52,69 (5.5 %)   | 13867 (16.5 %) | 263              | [ 26 ]    | [ 27 ]  |
| Hofheim in Unterfranken, St | Wappen der Gemeinde Hofheim in Unterfranken | 21 | Hofheim in Unterfranken | Lage der Gemeinde Hofheim in Unterfranken im Landkreis Haßberge                | 56,36 (5.9 %)   | 5125 (6.1 %)   | 91               | [ 28 ]    | [ 29 ]  |
| Kirchlauter                 | Wappen der Gemeinde Kirchlauter             | 9  | Ebelsbach               | Lage der Gemeinde Kirchlauter im Landkreis Haßberge                            | 16,91 (1.8 %)   | 1311 (1.6 %)   | 78               | [ 30 ]    | [ 31 ]  |
| Knetzgau                    | Wappen der Gemeinde Knetzgau                | 9  |                         | Lage der Gemeinde Knetzgau im Landkreis Haßberge                               | 61,59 (6.4 %)   | 6446 (7.7 %)   | 105              | [ 32 ]    | [ 33 ]  |
| Königsberg in Bayern, St    | Wappen der Gemeinde Königsberg in Bayern    | 17 |                         | Lage der Gemeinde Königsberg in Bayern im Landkreis Haßberge                   | 61,90 (6.5 %)   | 3543 (4.2 %)   | 57               | [ 34 ]    | [ 35 ]  |
| Maroldsweisach, M           | Wappen der Gemeinde Maroldsweisach          | 28 |                         | Lage der Gemeinde Maroldsweisach im Landkreis Haßberge                         | 71,87 (7.5 %)   | 3088 (3.7 %)   | 43               | [ 36 ]    | [ 37 ]  |
| Oberaurach                  | Wappen der Gemeinde Oberaurach              | 11 |                         | Lage der Gemeinde Oberaurach im Landkreis Haßberge                             | 45,14 (4.7 %)   | 4053 (4.8 %)   | 90               | [ 38 ]    | [ 39 ]  |
| Pfarrweisach                | Wappen der Gemeinde Pfarrweisach            | 9  | Ebern                   | Lage der Gemeinde Pfarrweisach im Landkreis Haßberge                           | 28,44 (3 %)     | 1447 (1.7 %)   | 51               | [ 40 ]    | [ 41 ]  |
| Rauhenebrach                | Wappen der Gemeinde Rauhenebrach            | 16 |                         | Lage der Gemeinde Rauhenebrach im Landkreis Haßberge                           | 61,10 (6.4 %)   | 2744 (3.3 %)   | 45               | [ 42 ]    | [ 43 ]  |
| Rentweinsdorf, M            | Wappen der Gemeinde Rentweinsdorf           | 10 | Ebern                   | Lage der Gemeinde Rentweinsdorf im Landkreis Haßberge                          | 24,62 (2.6 %)   | 1521 (1.8 %)   | 62               | [ 44 ]    | [ 45 ]  |
| Riedbach                    | Wappen der Gemeinde Riedbach                | 5  | Hofheim in Unterfranken | Lage der Gemeinde Riedbach im Landkreis Haßberge                               | 31,69 (3.3 %)   | 1729 (2.1 %)   | 55               | [ 46 ]    | [ 47 ]  |
| Sand am Main                | Wappen der Gemeinde Sand am Main            | 1  |                         | Lage der Gemeinde Sand am Main im Landkreis Haßberge                           | 12,29 (1.3 %)   | 3060 (3.6 %)   | 249              | [ 48 ]    | [ 49 ]  |
| Stettfeld                   | Wappen der Gemeinde Stettfeld               | 1  | Ebelsbach               | Lage der Gemeinde Stettfeld im Landkreis Haßberge                              | 11,16 (1.2 %)   | 1091 (1.3 %)   | 98               | [ 50 ]    | [ 51 ]  |
| Theres                      | Wappen der Gemeinde Theres                  | 7  | Theres                  | Lage der Gemeinde Theres im Landkreis Haßberge                                 | 30,78 (3.2 %)   | 2710 (3.2 %)   | 88               | [ 52 ]    | [ 53 ]  |
| Untermerzbach               | Wappen der Gemeinde Untermerzbach           | 13 |                         | Lage der Gemeinde Untermerzbach im Landkreis Haßberge                          | 27,75 (2.9 %)   | 1617 (1.9 %)   | 58               | [ 54 ]    | [ 55 ]  |
| Wonfurt                     | Wappen der Gemeinde Wonfurt                 | 5  | Theres                  | Lage der Gemeinde Wonfurt im Landkreis Haßberge                                | 17,37 (1.8 %)   | 1878 (2.2 %)   | 108              | [ 56 ]    | [ 57 ]  |
| Zeil am Main, St            | Wappen der Gemeinde Zeil am Main            | 7  |                         | Lage der Gemeinde Zeil am Main im Landkreis Haßberge                           | 35,71 (3.7 %)   | 5540 (6.6 %)   | 155              | [ 58 ]    | [ 59 ]  |